# Zeihen
Zeihen (schweizerdeutsch: ˈtsæːiə) ist eine Einwohnergemeinde im Schweizer Kanton Aargau. Sie gehört zum Bezirk Laufenburg und liegt im Südosten der Region Fricktal, genau auf halbem Weg zwischen den Städten Basel und Zürich.

## Geographie
Die Gemeinde liegt in der Übergangszone vom Tafeljura zum Faltenjura und besteht aus mehreren Ortschaften. Die Hauptsiedlung Unterzeihen (historisch Niederzeihen genannt), in der etwa zwei Drittel aller Einwohner leben, liegt am Zeiherbach in einem Seitental der Sissle. Südöstlich des Dorfes ragt die steile Flanke des Chapfbüels (548 m ü. M.) empor. Dieser bildet den westlichsten Teil der ausgedehnten Bözberg-Hochebene, welche das Tal des Zeiherbachs vom weiter östlich gelegenen Tal der Sissle trennt. Die südliche Grenze wird durch eine Hügelkette des Faltenjuras gebildet, bestehend aus dem Zeiher Homberg (782 m ü. M., nördlichste Faltenjuraerhebung des Aargaus), dem Dreierberg (758 m ü. M.) und dem Zeihergutsch (757 m ü. M.). Rund ein Kilometer südlich von Unterzeihen liegt am Zeiherbach die Ortschaft Oberzeihen (470 m ü. M.). Auf der Rütenen-Hochebene liegt der Weiler Eichwald (559 m ü. M.), am Nordwesthang des Zeihergutschs nahe der Quelle der Sissle der Weiler Iberghof (551 m ü. M.).
Die Fläche des Gemeindegebiets beträgt 687 Hektaren, davon sind 282 Hektaren bewaldet und 61 Hektaren überbaut. Der höchste Punkt liegt auf dem Gipfel des Zeiher Hombergs, der tiefste auf 420 m ü. M. am Zeiherbach. Das Gemeindegebiet von Zeihen ist Teil des Juraparks Aargau, einem «Regionalen Naturpark von nationaler Bedeutung». Nachbargemeinden sind Böztal im Norden, Bözberg im Nordosten, Schinznach im Südosten, Thalheim im Süden, Densbüren im Südwesten, Herznach-Ueken im Westen.

## Geschichte
Die Gegend um Zeihen wurde trotz ihrer Abgeschiedenheit bereits durch die Römer besiedelt, im Jahr 2002 kam bei Ausgrabungen ein Gewerbebau aus dem 1. Jahrhundert n. Chr. zum Vorschein. Aus dem 7. Jahrhundert stammt ein Grab der Alamannen mit verschiedenen Beigaben. Die erste urkundliche Erwähnung von ze Eigen erfolgte 1303/08 im Habsburger Urbar. Der Ortsname stammt vom althochdeutschen ze eigane und bedeutet «im Eigengut». Das Gemeindegebiet war damals zum grössten Teil im Besitz des Frauenklosters in Säckingen. Allfällige frühere Dokumente sind wahrscheinlich beim Klosterbrand von 1272 vernichtet worden. Auch die im Schloss Wildegg residierende Familie Effinger verfügte über Grundbesitz.
Schutzherren und Inhaber der hohen Gerichtsbarkeit waren die Habsburger. Ab 1460 lag Zeihen an der Grenze zum Berner Aargau, nachdem die Stadt Bern die südlich gelegenen Nachbardörfer in Besitz genommen hatte. Die Habsburger verpfändeten nach dem Waldshuterkrieg von 1468 das gesamte Fricktal an Burgund. Als die Burgunder von den Eidgenossen während der Burgunderkriege vernichtend geschlagen worden waren, kam Zeihen 1477 wieder unter österreichische Herrschaft. Nach der Reichsreform des österreichischen Kaisers Maximilian I. im Jahr 1491 gehörte Zeihen zu Vorderösterreich und lag in der Landschaft Fricktal, einer untergeordneten Verwaltungseinheit der Kameralherrschaft Rheinfelden (ab 1752 im Oberamt Breisgau).
Im 17. Jahrhundert gab es kaum längere Friedenszeiten. Der Rappenkrieg, ein Bauernaufstand, dauerte von 1612 bis 1614. Der Dreissigjährige Krieg, der zwischen 1633 und 1638 auch das Fricktal erfasste, warf das Dorf in seiner wirtschaftlichen Entwicklung zurück. Auch während des Pfälzischen Erbfolgekriegs (1688–1697) zogen fremde Truppen durch die Region. 1680 verpfändete Österreich seine herrschaftlichen Rechte über Niederzeihen, Hellikon, Hornussen, Stein und Zuzgen an das Kloster Säckingen. Erst 1740 konnte das Pfand zu einem Preis von 15.000 Gulden wieder zurückgekauft werden. Ende des 17. Jahrhunderts bis Mitte des 18. Jahrhunderts wurde im Gebiet Summerhalde Eisenerz in Form von Bohnerz abgebaut, die Abbaustellen sind heute noch sichtbar.

Historisches Luftbild von Werner Friedli von 1953

1797 wurde das Fricktal nach dem Frieden von Campo Formio ein französisches Protektorat. Während des Zweiten Koalitionskrieges verlief hier die Frontlinie zwischen den Armeen Frankreichs und Österreichs. Am 20. Februar 1802 wurde der Kanton Fricktal gegründet, der sich im August der Helvetischen Republik anschloss. Niederzeihen bildete eine Gemeinde im Distrikt Laufenburg, während Oberzeihen zur Gemeinde Herznach gehörte. Ab dem 19. März 1803 lagen Nieder- und Oberzeihen im Kanton Aargau. 1853 trennte sich Oberzeihen von Herznach und fusionierte mit Niederzeihen zur Gemeinde Zeihen.
Am 2. August 1875 erhielt Zeihen mit dem Bahnhof Effingen einen Anschluss ans Eisenbahnnetz, als die Bözbergstrecke zwischen Brugg und Basel eröffnet wurde. Doch obwohl die Bahnlinie mitten durch das Dorf verläuft, lag die Bahnstation weit abseits in Richtung Effingen. Durch den Wegfall der Fuhrdienste an der Bözbergstrasse verloren zahlreiche Familien ihr Einkommen und mussten auswandern. Während fast des gesamten 20. Jahrhunderts, als die Landwirtschaft langsam durch Kleingewerbe und Dienstleistungsbetriebe verdrängt wurde, stagnierte die Bevölkerungszahl. Der Bahnhof Effingen ist seit 1993 geschlossen. Seit der Eröffnung der nahe gelegenen Bözbergautobahn im Jahr 1996 hat sich die Bautätigkeit verstärkt, und die Zahl der Einwohner steigt kontinuierlich.

## Sehenswürdigkeiten

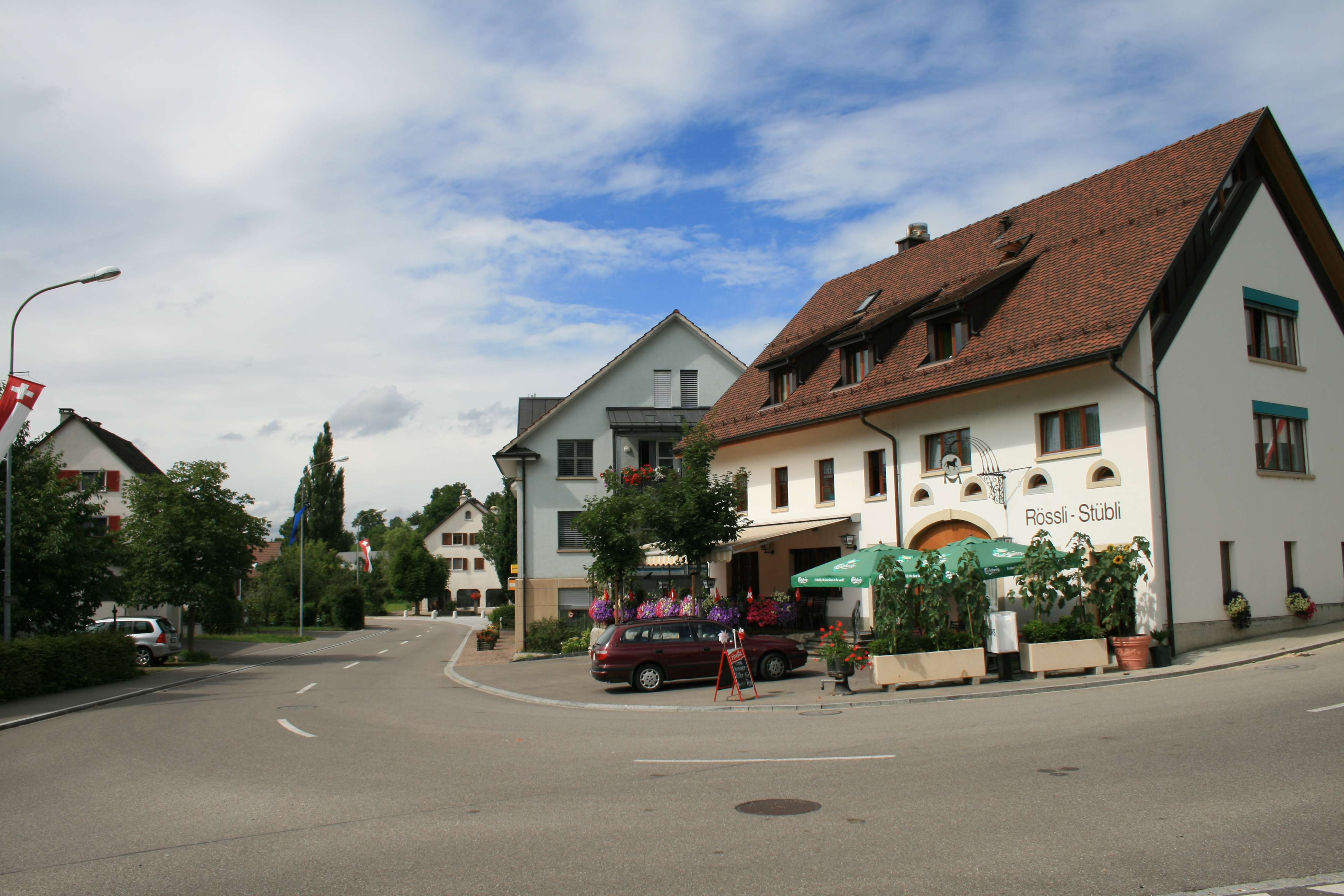
Im Dorfzentrum

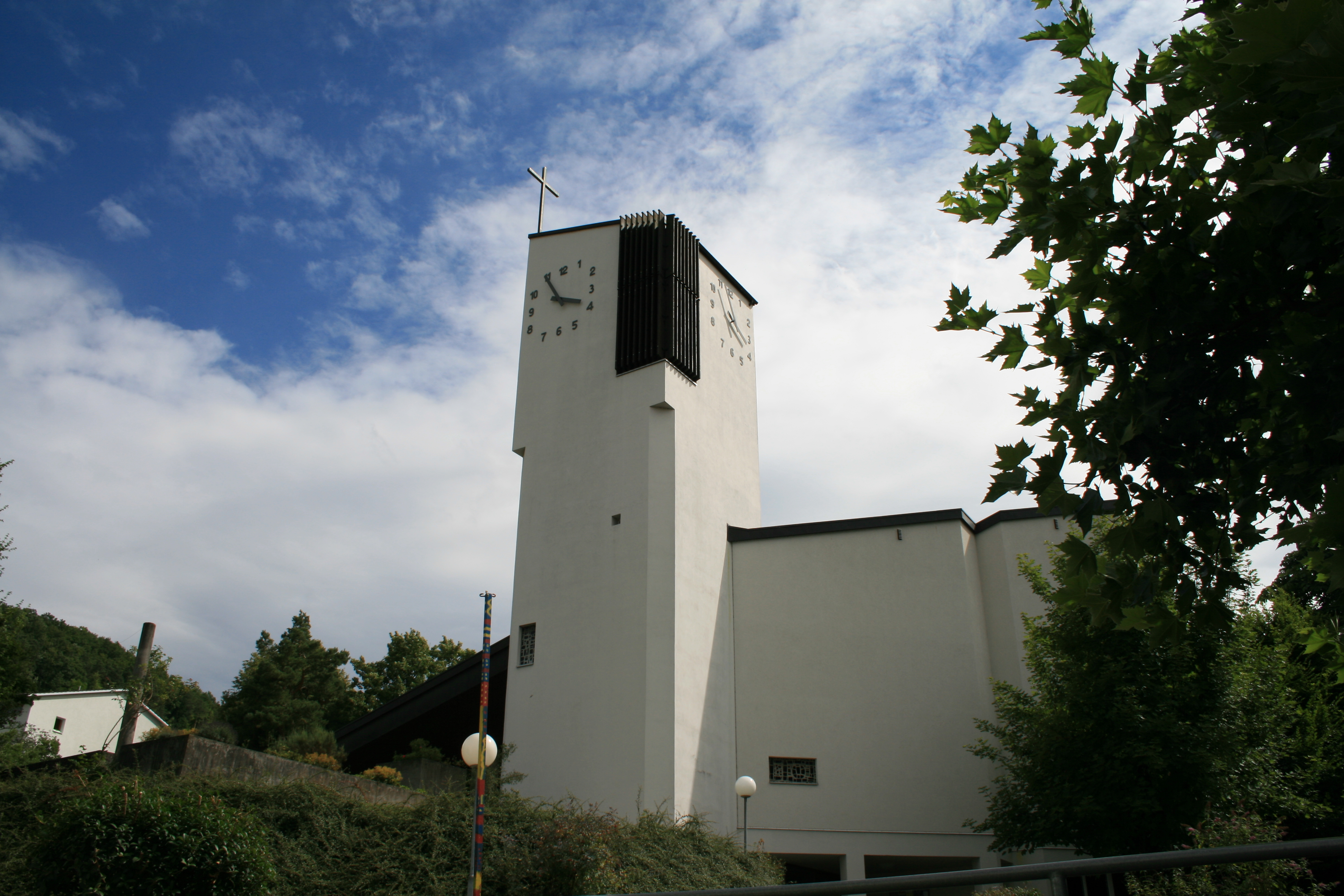
Katholische Kirche

## Wappen
Die Blasonierung des Gemeindewappens lautet: «In Grün schwarz-gelb geschachteter Pfahl zu zwölf Plätzen, beseitet von zwei gelben Ähren.» Das Wappen wurde 1955 eingeführt. Der Pfahl symbolisiert die zwölf Verwaltungseinheiten (Höfe) des Klosters Säckingen, aus denen sich Zeihen entwickelt hat. Die Farben Schwarz und Gelb stehen für die Herrschaft der Habsburger, während die Ähren die Rodungsgemeinschaft symbolisieren.

## Bevölkerung
Die Einwohnerzahlen entwickelten sich wie folgt:
| Jahr      | 1768 | 1850 | 1900 | 1930 | 1950 | 1960 | 1970 | 1980 | 1990 | 2000 | 2010 | 2020 |
| Einwohner | 193  | 457  | 614  | 681  | 764  | 745  | 730  | 690  | 712  | 863  | 978  | 1170 |

Am 31. Dezember 2023 lebten 1276 Menschen in Zeihen, der Ausländeranteil betrug 18,9 %. Bei der Volkszählung 2015 bezeichneten sich 45,2 % als römisch-katholisch und 19,0 % als reformiert; 35,8 % waren konfessionslos oder gehörten anderen Glaubensrichtungen an. 92,6 % gaben bei der Volkszählung 2000 Deutsch als ihre Hauptsprache an, 4,6 % Albanisch und 0,8 % Serbokroatisch.

## Politik und Recht
Die Versammlung der Stimmberechtigten, die Gemeindeversammlung, übt die Legislativgewalt aus. Ausführende Behörde ist der fünfköpfige Gemeinderat. Er wird im Majorzverfahren vom Volk gewählt, seine Amtsdauer beträgt vier Jahre. Der Gemeinderat führt und repräsentiert die Gemeinde. Dazu vollzieht er die Beschlüsse der Gemeindeversammlung und die Aufgaben, die ihm vom Kanton zugeteilt wurden. Für Rechtsstreitigkeiten ist in erster Instanz das Bezirksgericht Laufenburg zuständig. Zeihen gehört zum Friedensrichterkreis X (Mettau).

## Wirtschaft
In Zeihen gibt es gemäss der im Jahr 2015 erhobenen Statistik der Unternehmensstruktur (STATENT) rund 270 Arbeitsplätze, davon 37 % in der Landwirtschaft, 26 % in der Industrie und 37 % im Dienstleistungssektor. Die meisten Erwerbstätigen sind Wegpendler und arbeiten in den grösseren Gemeinden des Fricktals sowie in der Region Brugg.

## Verkehr

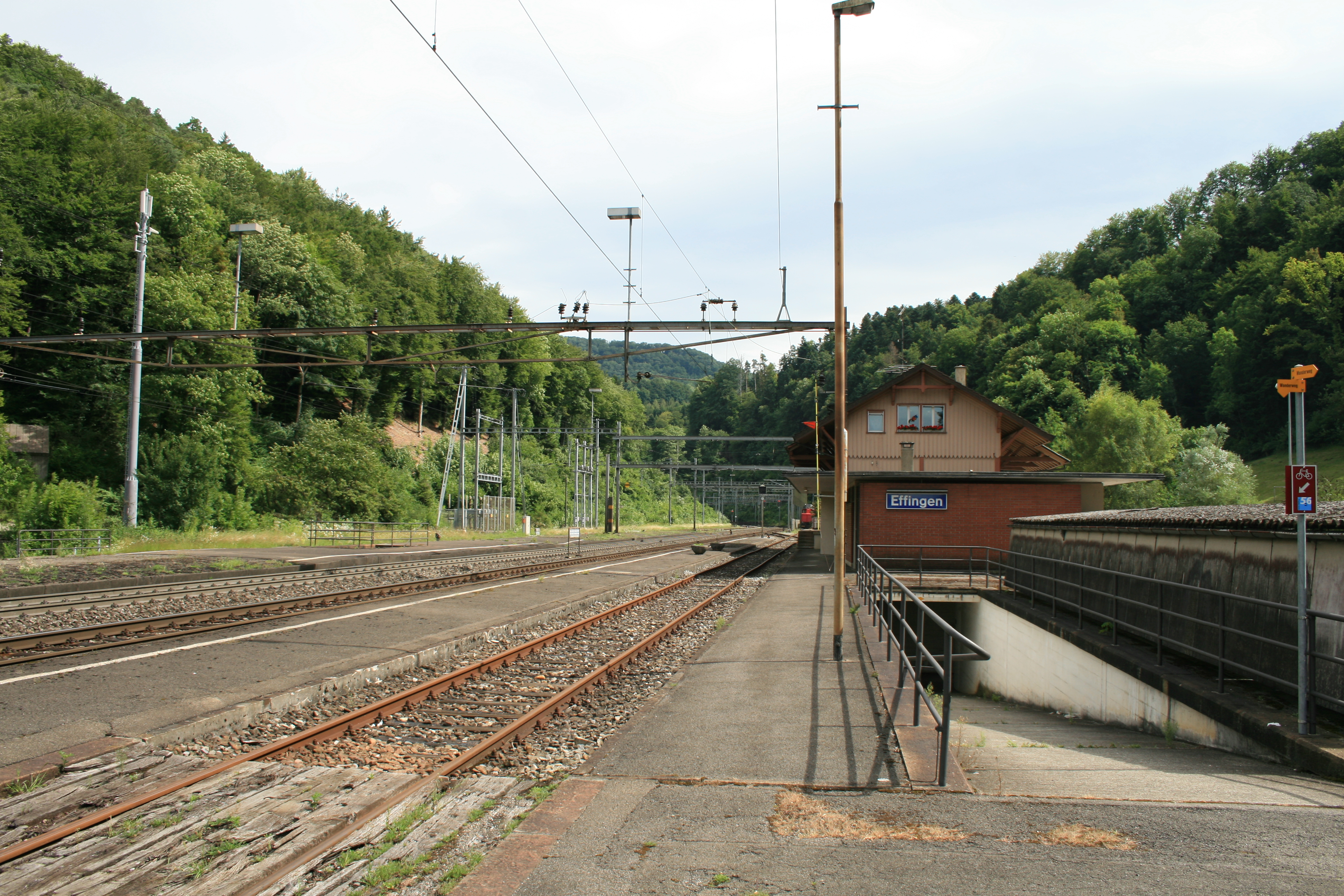
Bahnhof Effingen

Das Dorf liegt abseits des Durchgangsverkehrs. Gut ausgebaute Nebenstrassen führen nach Effingen, Herznach und Hornussen. An der Kantonsstrasse 480 nach Effingen befindet sich eine Anschlussstelle zur Autobahn A3, die allerdings nur aus bzw. in Richtung Zürich befahren werden kann. Der nächste Vollanschluss befindet sich bei Frick. Durch Zeihen führt der Oberfricktaler Eisenweg.

### Öffentlicher Verkehr
Die Anbindung an das Netz des öffentlichen Verkehrs erfolgt durch die Postautolinie Effingen–Zeihen–Herznach, mit Anschlüssen nach Frick, Aarau und Brugg. An Wochenenden verkehrt ein Nachtbus von Frick über Zeihen nach Densbüren. Der rund anderthalb Kilometer östlich des Dorfes gelegene Bahnhof Effingen an der Bözbergstrecke ist seit 1993 geschlossen.
- 139 Herznach, Post – Zeihen – Effingen
- N97 Frick Bahnhof  – Hornussen – Bözen – Effingen – Zeihen – Herznach – Densbüren – Asp AG – Herznach – Ueken – Frick Bahnhof

## Bildung
Die Gemeinde verfügt über einen Kindergarten und ein Schulhaus, in dem die Primarschule unterrichtet wird. Alle Oberstufen (Bezirksschule, Sekundarschule, Realschule) können in Frick besucht werden. Die nächstgelegenen Gymnasien sind die Alte Kantonsschule und die Neue Kantonsschule, beide in Aarau.

## Persönlichkeiten
- Joseph Deiss (* 1946), Bundesrat, Ehrenbürger von Zeihen
- Lisbeth Felder (* 1949), Schauspielerin
- Colette Basler (* 1973), SP-Grossrätin
- Patti Basler (* 1976), Bühnenpoetin, Kabarettistin und Satirikerin
- Michel Birri (* 1987), Radio- und Fernsehmoderator